# ルノー・R.S.16
ルノー・R.S.16 (Renault R.S.16) は、ルノーが2016年のF1世界選手権参戦用に開発したフォーミュラ1カーである。

## 概要

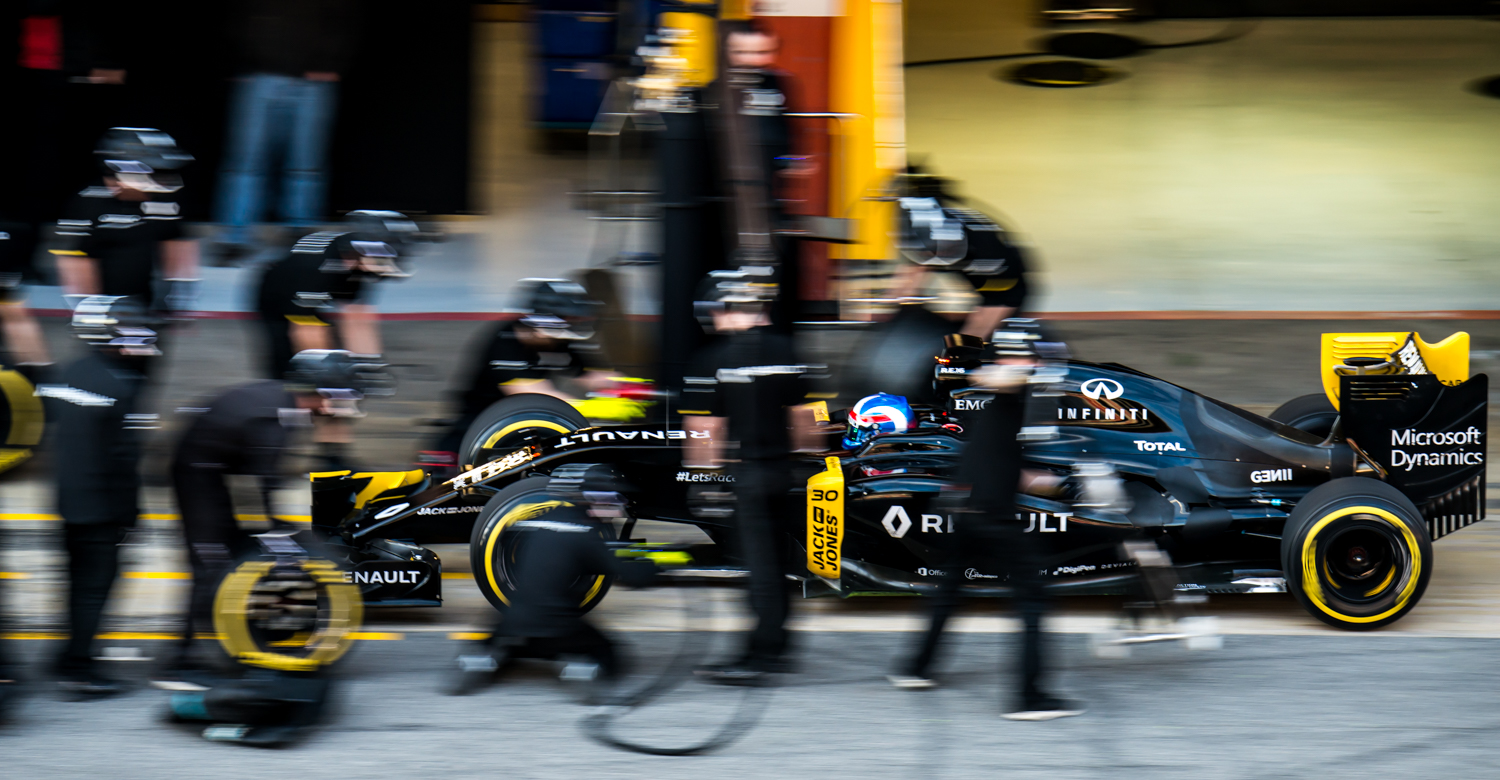
プレシーズンテストでのR.S.16。この時点ではまだ黒がベースとなっている。

2016年2月3日、パリで行われたチーム体制発表会で初披露。この時点での車体は黒がベースだったが、3月16日の正式カラーリング発表会ではルノーのコーポレートカラーである黄色を基調とし、フロントおよびリヤウイングは黒、リヤ部にゴールドがあしらわれた。前年、ルノーの前身であるロータスがパワーユニット（以下、PUと略す）をルノーからメルセデスに変更したが、ルノーがロータスを再買収したため再びルノーに戻すこととなり、前年のロータス・E23 Hybridの発展型ではあるものの、マシンのパーツの大部分が変更された。

## 2016年シーズン
前述の経緯の通り、買収から発表までの開発期間が短かったこと、それにより本来メルセデスPUに合わせて設計されたマシンでの出走を余儀なくされたこと、翌2017年にレギュレーションの大幅変更を控えていたため、開発のウェイトを2017年用のマシンへ移行させたこともあり、シーズンを通して下位に低迷。第4戦ロシアGPでケビン・マグヌッセンが7位（ルノーはF1復帰後初ポイント）、第15戦シンガポールGPでマグヌッセンが10位、続くマレーシアGPでジョリオン・パーマーが10位（パーマーはF1初ポイント）と、入賞はこの3回にとどまった。

## スペック

### シャーシ
- シャーシ名 R.S.16
- シャーシ構造 カーボンファイバー/ハニカムコンポジット複合構造モノコック、ルノーV6エンジン搭載（ストレスメンバー）
- サスペンション カーボンファイバー製ダブルウィッシュボーン、プッシュロッド（フロント）/プルロッド（リヤ）式トーションバー&アンチロールバー。アルミニウム合金製アップライト
- ホイール O・Z マグネシウム製
- トランスミッション セミオートマチック・シーケンシャル電子制御（クイックシフト） 8速＋リバース1速 チタニウム製ギアボックス
- ブレーキキャリパー APレーシング
- ブレーキディスク・パッド APレーシング カーボンファイバー製ディスクブレーキ
- タイヤ ピレリ
- 全幅 1800mm
- 全高 950mm
- 重量 702kg（ドライバー、車載カメラ、バラストを含む）

### エンジン
- エンジン名 ルノー R.E.16
- 気筒数・角度 V型6気筒・90度
- 排気量 1,600cc
- 最高回転数 15,000rpm(レギュレーションで規定)
- バルブ数 24
- 重量 145kg
- 潤滑油 トタル
- 燃料 トタル

## 記録
| 年   | No. | ドライバー   | 1   | 2   | 3   | 4   | 5   | 6   | 7   | 8   | 9   | 10  | 11  | 12  | 13  | 14  | 15  | 16  | 17  | 18  | 19  | 20  | 21  | ポイント | ランキング |
| 年   | No. | ドライバー   | AUS | BHR | CHN | RUS | ESP | MON | CAN | EUR | AUT | GBR | HUN | GER | BEL | ITA | SIN | MAL | JPN | USA | MEX | BRA | ABU | ポイント | ランキング |
| ---- | --- | ------------ | --- | --- | --- | --- | --- | --- | --- | --- | --- | --- | --- | --- | --- | --- | --- | --- | --- | --- | --- | --- | --- | -------- | ---------- |
| 2016 | 20  | マグヌッセン | 12  | 11  | 17  | 7   | 15  | Ret | 16  | 14  | 14  | 17† | 15  | 16  | Ret | 17  | 10  | Ret | 14  | 12  | 17  | 14  | Ret | 8        | 9位        |
| 2016 | 30  | パーマー     | 11  | DNS | 22  | 13  | 13  | Ret | Ret | 15  | 12  | Ret | 12  | 19  | 15  | Ret | 15  | 10  | 12  | 13  | 14  | Ret | 17  | 8        | 9位        |

- 太字はポールポジション、斜字はファステストラップ（key）
- † 印はリタイアだが、90%以上の距離を走行したため規定により完走扱い。